# Henry Brewster Stanton

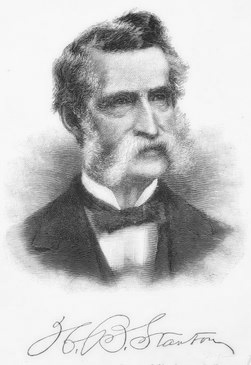
Henry Brewster Stanton

Henry Brewster Stanton (* 27. Juni 1805 in Preston (Connecticut), New London County; † 14. Januar 1887 in New York City) war ein US-amerikanischer Journalist, Rechtsanwalt, Politiker und Abolitionist.

## Leben
Henry war der Sohn von Joseph Stanton und dessen Ehefrau Susan M. Brewster. Die Handelsbeziehungen des Vaters, der Wollwaren herstellen ließ, reichten bis auf die Westindischen Inseln.
Ab 1826 bis zu seinem Lebensende betätigte sich Henry Stanton als Journalist; schrieb für Thurlow Weeds (1797–1882) Rochester Telegraph, für Horace Greeleys New York Tribune und für die New York Sun. Zudem unterstützte er William Lloyd Garrison mit journalistischen Beiträgen für dessen American Anti-Slavery Society und die Wochenzeitschrift The Liberator. 

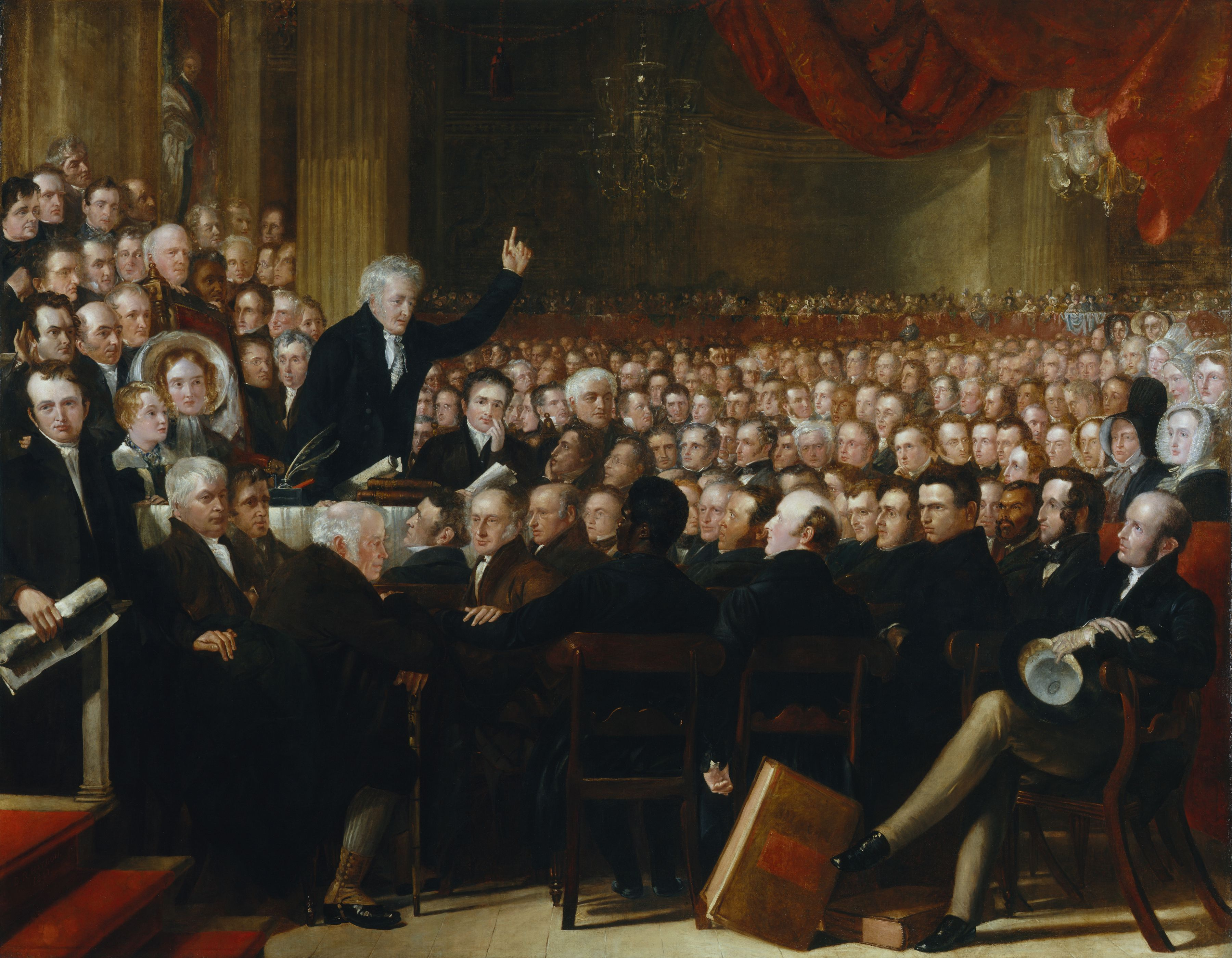
Henry Brewster Stanton in der ersten Reihe zweiter von rechts anno 1840 auf dem Ersten Londoner Kongress gegen die Sklaverei

In der Gemeinde Whitesboro bei Utica (New York) studierte Henry Stanton am Oneida-Institut für Wissenschaft und Industrie. Darauf – ab 1832 – studierte er am Lane Theological Seminary, einem presbyterianischen College in Walnut Hills in der Nähe von Cincinnati, Theologie. Dieses Studium brach er ab und heiratete am 1. Mai 1840 Elizabeth Cady. Die Hochzeitsreise führte das Paar nach Europa. Der frischgebackene Ehemann nahm dort im Juni 1840 in London am Ersten Weltkongress gegen die Sklaverei teil und bereiste anschließend die Britischen Inseln und Frankreich. Wieder daheim, schloss Henry Stanton ein Jurastudium bei seinem Schwiegervater Daniel Cady in Johnstown (New York) an und arbeitete ab 1844 als Patentanwalt in Boston. 1847 bezog die Familie ein – vom Schwiegervater gekauftes – Haus in Seneca Falls. Henry Stanton wirkte bei der Gründung der Free Soil Party und auch bei der Gründung der Republikanischen Partei mit. Von 1850 bis 1851 saß er im Senat von New York.
In den Jahren 1842 bis 1857 bekam das Ehepaar Stanton sieben Kinder, die alle das Erwachsenenalter erreichten. Bekannt wurden der Journalist Theodore Stanton (1851–1925) und die Frauenrechtlerin Harriot Eaton Stanton Blatch. Henry Stanton starb an einer Lungenentzündung.

## Werke (Auswahl)
- 1837:  Remarks of Henry Brewster Stanton on slavery  (archive.org).
- 1849: Sketches of Reforms and Reformers, of Great Britain and Ireland (archive.org).
- 1850: Ultraists, conservatives, reformers. An address delivered before the Adelphic Union Society of Williams College, August 20, 1850  (archive.org).

Autobiographie
- 1887: Random recollections (archive.org).